# کایزن

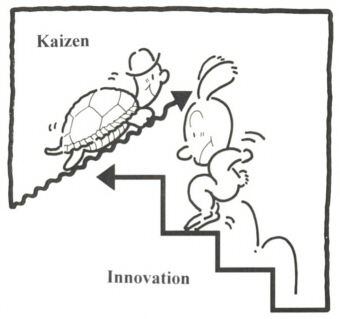
کایزن

کایزن (به ژاپنی: 改善)، به معنای بهبود یا تغییر دائم برای رسیدن به نتیجه‌ای بهتر است و به فلسفه‌ای اشاره دارد که در آن تمرکز بر روی بهبود مستمر فرآیند تولید، مهندسی یا مدیریت کسب و کار است. کایزن در مقوله‌های سلامت، روان‌درمانی، و مربیگری زندگی، امور دولتی، بانکداری و دیگر صنایع به‌کارگیری شده‌است. هنگام به‌کارگیری در امور اقتصادی و فضای کاری، کایزن به فعالیت‌هایی اشاره دارد که همهٔ عملکردها را به‌طور مستمر بهبود می‌بخشد و همهٔ کارمندان از جمله مدیر عامل اجرایی تا کارگران خط مونتاژ را شامل می‌شود. کایزن در فرآیندهای خرید و لجستیک، که محدوده سازمانی را به زنجیره تأمین می‌رساند، نیز به کار گرفته می‌شود. کایزن با بهبود فعالیت‌ها و فرایندهای استاندارد تلاش می‌کند اتلاف را از بین ببرد (تولید ناب). کایزن نخستین بار پس از جنگ جهانی دوم در چندین کسب و کار ژاپنی به کار گرفته شد و بخشی از آن از کسب و کار و مدیریت کیفیت آموزش‌دهندگان آمریکایی که از ژاپن بازدید می‌کردند تأثیر پذیرفت و از آن زمان به بعد در کل جهان گسترش یافت و هم‌اکنون در بسیاری از زمینه‌ها به غیر از اقتصاد و تولید به کار گرفته می‌شود.

## تاریخچه
پس از جنگ جهانی دوم، برای کمک به بازگرداندن ژاپن، نیروهای اشغالگر آمریکایی متخصصان آمریکایی را برای کمک به بازسازی صنعت ژاپن آوردند در حالی که بخش ارتباطات کشوری یک برنامه آموزش مدیریت را تدوین کرد که روش‌های کنترل آماری را به عنوان بخشی از مطالب کلی آموزش می‌داد. این دوره توسط هومر ساراسون و چارلز پروتزمن در سال‌های ۵۰–۱۹۴۹ تدوین و تدریس شد. ساراسون، دبلیو ادواردز دمینگ را برای آموزش بیشتر در مورد روش‌های آماری توصیه کرد.
گروه بخش اقتصادی و علمی همچنین وظیفه بهبود مهارت‌های مدیریتی ژاپن را بر عهده داشت و ادگار مک‌ووی درآوردن لاول ملن به ژاپن برای راه‌اندازی صحیح
برنامه‌های آموزش در داخل صنعت در سال ۱۹۵۱ نقش مهمی داشت.
قبل از ورود ملن در سال ۱۹۵۱، گروه ESS یک فیلم آموزشی برای معرفی سه برنامه TWI "J" (دستورالعمل شغلی، روش‌های شغلی و روابط شغلی) داشت --- این فیلم با عنوان پیشرفت در ۴ مرحله کایزن انو یون دانکای 
بنابراین معرفی اصلی "کایزن" به ژاپن. امپراتور ژاپن برای پیشگامی، معرفی و اجرای کایزن در ژاپن، در سال ۱۹۶۰ نشان گنجینه مقدس را به دکتر دمینگ اعطا کرد. در نتیجه، اتحادیه علوم و مهندسی ژاپنی جایزه دمینگ سالانه را برای دستیابی به کیفیت و قابلیت اطمینان محصولات، راه‌اندازی کرد.
در ۱۸ اکتبر ۱۹۸۹، به خاطر اقدامات استثنایی در مدیریت کنترل کیفیت، جایزه دمینگ به شرکت برق و نور فلوریدا اهدا شد. این اولین شرکت خارج از ژاپن بود که برنده جایزه دمینگ شد و اهدای جایزه دمینگ بخاطر اقدامات استثنایی شرکت برق و نور فلوریدا در مدیریت کنترل کیفیت به ایشان تعلق گرفت.